# Уасим Боуи
Уасим Боуи е холандски професионален футболист от марокански произход, който играе като полузащитник в италианския тим Ювентус.

## Клубна кариера

### Ранни години
Роден е в Амстердам, Холандия. Присъединява се към младежката академия на A.V.V. Zeeburgia, където тренира в периода 1999 – 2008 г. През 2008 г. се присъединява към младежката академия на местния гранд Аякс. В Аякс се задържа до 2012 г., когато подписва договор с италианския титан Ювентус.

### Ювентус
През 2012 г. подписва с отбора на Ювентус, но е даден под наем на Бреша. Дебюта си за Бреша прави още на следващия ден срещу Юве Стабия. След завършването на сезона Боуи се връща в Ювентус. Дебюта си за бианконерите прави в осминафинален мач за Купата на Италия срещу отбора на Авелино, когато влиза като резерва, заменяйки Квадво Асамоа.